# Mesoleius melanius
Mesoleius melanius är en stekelart som beskrevs av Per Abraham Roman 1909. Mesoleius melanius ingår i släktet Mesoleius och familjen brokparasitsteklar. Arten är reproducerande i Sverige. Inga underarter finns listade i Catalogue of Life.